# Trichromis salvini
Trichromis salvini — вид окунеподібних риб родини цихлових (Cichlidae). Відомий також як цихліда сальвінія, цихліда жовточерева або цихліда триколірна. Це рідкісна акваріумна рибка, родом з Мексики.

## Зовнішній вигляд
Trichromis salvini мають подовжену форму тіла. Тіло жовтого забарвлення з двома лініями чорного кольору уздовж бічної лінії і верхньої половини тіла риби. Самиці є меншими самців. Самці більш яскравого кольору і мають більш довгі і загострені плавці. І самці і самиці стають більш яскравими під час розмноження.

## Поширення
Трапляється уздовж східного узбережжя у річках і лагунах на більш низьких висотах у Центральній Америці, від півдня Мексики до Гондурасу. Віддає перевагу помірним за течією струмкам.